# Hydrosaurus pustulatus
Hydrosaurus pustulatus је гмизавац из реда Squamata и фамилије Agamidae.

## Угроженост
Ова врста се сматра рањивом у погледу угрожености врсте од изумирања.

## Распрострањење
Ареал врсте је ограничен на једну државу. 
Филипини су једино познато природно станиште врсте.

## Станиште
Станишта врсте су шуме, речни екосистеми и слатководна подручја.

## Начин живота
Ова врста је овипарна.